# Оривела
Оривела (шп. Orihuela) град је у Шпанији у аутономној заједници Валенсија у покрајини Аликанте. Према процени из 2008. у граду је живело 84.626 становника.

## Становништво
Према процени, у граду је 2008. живело 84.626 становника.
| 1981.  | 1991.  | 2001.  |
| ------ | ------ | ------ |
| 50.084 | 49.475 | 54.390 |

## Партнерски градови
- El Quisco